# Jez U Žida
Jez U Žida, nazývaný také Staroměstský jez, je železobetonový vodní jez, který se nachází na řece Ostravice (přítok řeky Odra, úmoří Baltského moře), před lávkou pro pěší u obce Staré Město v okrese Frýdek-Místek v Moravskoslezském kraji. Geograficky se nachází v pohoří Podbeskydská pahorkatina nedaleko soutoku Morávky a Ostravice. Místo je celoročně volně přístupné.

## Popis jezu
Jez U Žida se nachází na 25,3 km délkového úseku řeky Ostravice. V roce 2019 prošel významnou rekonstrukcí, kde původní poškozený splav byl nahrazen moderním jezem s rybím přechodem na pravé straně břehu. Účelem rekonstrukce bylo požadovaná migrační prostupnost pro vodní živočichy, zlepšení stability koryta vodního toku a využití pro veřejnost. Pro vodáky je jez nesjízdný a lodě lze přenášet vlevo. Vedle jezu, za příznivého stavu vody, lze využít malé koupaliště. Oba břehy jezu jsou bezbariérově přístupné i pro vozíčkáře. Vybrané betonové plochy jezu jsou zkrášleny malbami podle návrhů dětí z místní základní školy ve Starém Městě. Místo patří mezi vyhledávaná místa, je zde restaurace, vede k němu cyklostezka a je také populární mezi otužilci. Kolem jezu vede také cyklistická trasa 59.

## Galerie

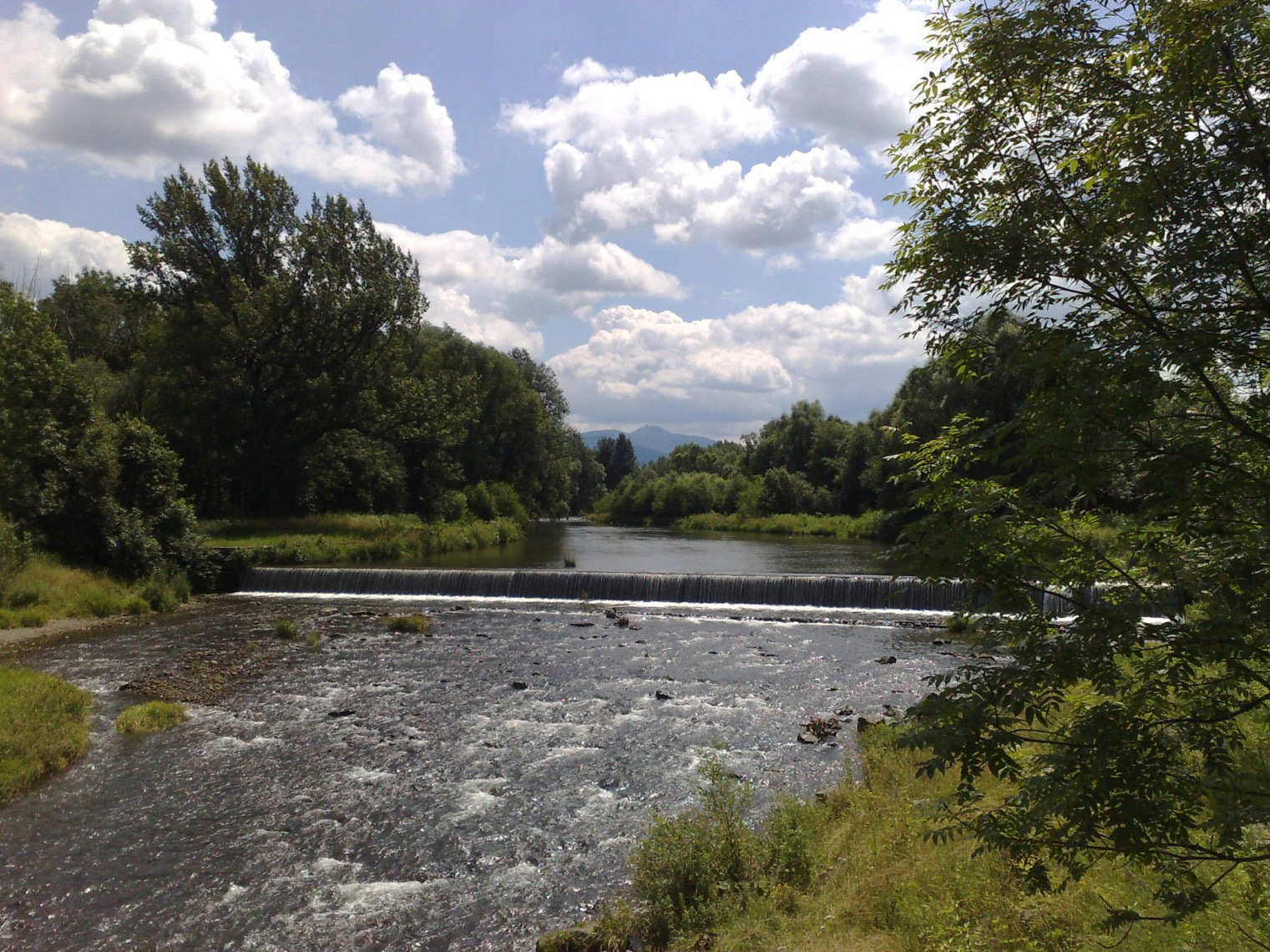